# Mmen jezik
Mmen jezik (bafmen, bafmeng, bafoumeng, bafumen, mme; ISO 639-3: bfm), nigersko-kongoanski jezik uže skupine wide grassfields, kojim govori 35 000 ljudi (2001 SIL) u kamerunskoj provinciji Northwest, sjeverozapadno od Fundonga, uz Fundong Road.
Mmen pripada centralnoj podskupini ring jezika. Ima nekoliko dijalekata: fungom (sjeverni fungom, we), cha’ i nyos.

## Vanjske poveznice
- Ethnologue (14th)
- Ethnologue (15th)